# Romeleåsen

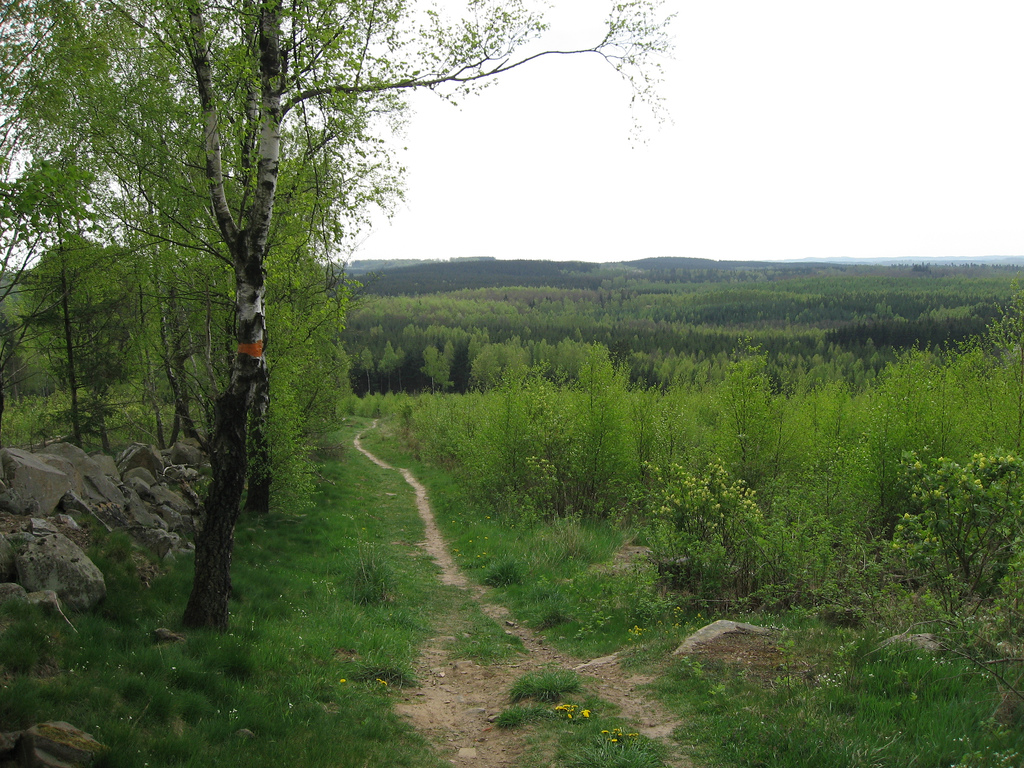
Le chemin de randonnée Skåneleden, au niveau du Romeleåsen

Le Romeleåsen est le horst le plus méridional de Suède. Il est situé en Scanie, s'étirant sur environ 30 km entre le nord d'Ystad et Lund, selon un axe sud-est nord-ouest, parallèlement aux autres horst de la région comme Söderåsen, Linderödsåsen etc. Le horst est assez étroit, ne mesurant jamais plus de 5 km de largeur, et culmine à 186 m d'altitude au niveau de Kläggeröd, au nord de la commune de Skurup.
Romeleåsen résulte, comme les autres horsts de Scanie, de l'action des nombreuses failles de la zone de Tornquist, qui marque la frontière sud du bouclier scandinave. Contrairement aux roches environnantes principalement sédimentaire, les roches du horst sont majoritairement des gneiss ou des granites gneissiques.